# 第3次防衛力整備計画
第3次防衛力整備計画（だいさんじぼうえいりょくせいびけいかく、 英語: Third Defense Build-up Plan）は、日本国自衛隊の軍備計画。略称は「三次防」または「3次防」。
高度経済成長期の只中にあり一般会計の増大と合わせ防衛費も増加した。本計画をもって、装備量や部隊編制などの面で安定期に入り、正面装備の近代化が進められた。

## 方針
1967年（昭和42年）度から1971年（昭和46年）度までの5年間を対象に、通常兵器による局地戦以下の侵略に最も有効に対処することを目的とした。本計画は、以下の方針を目標に立案された。
一般方針として、内外情勢、国力の伸張、国際的地位の向上を勘案しつつ
1. 陸・海・空自衛隊の内容の充実
2. 精強な部隊建設、隊員の士気高揚
3. 技術開発の推進、装備の近代化と適切な国産化

などのほか、より具体的には
海上交通保護や海峡防衛能力の強化
重要地域の防空能力の強化
弾薬の備蓄による継戦能力の強化
民生協力施策の充実
を重視した整備を目標とし、「防衛計画の大綱」の未作成を補った。なお、数的目標は示されず、計画期間中の追加量だけが示された。

## 概要
本計画は1966年（昭和41年）11月29日の国防会議で第三次防衛力整備計画の大綱が第1次佐藤内閣第2次改造内閣のもとで決定。1967年（昭和42年）3月14日に計画の主要項目が第2次佐藤内閣の閣議で決定された。
経費総額は2兆3,400億円を目処に上下に250億円の幅を見込んだ。
当初予算総額は5年間で合計2兆5272億円。一般会計予算の構成比では5年間の平均値7.3％。対GNP比は5年間の平均値0.818％。
なお、次期主力戦闘機の機種選定をめぐって後にダグラス・グラマン事件が起こる。

### 整備目標
陸上自衛隊
- 大・中型輸送ヘリコプター計83機の整備。
- 61式戦車280輌、装甲車160両の整備。
- ホーク装備部隊3個大隊の整備。
- 対戦車ミサイル、自走無反動砲、対空機関砲、大型雪上車の整備
- 各方面隊に1個空輸中隊の整備。
- 1,800名から成る特別空輸連隊1個の整備。

海上自衛隊
- ヘリコプター搭載護衛艦2隻の整備。
- 対空ミサイル搭載護衛艦1隻の整備。
- その他護衛艦15隻の整備。
- 潜水艦5隻の整備。
- 国産対潜哨戒機15機の整備。
- 対潜ヘリコプター40機の整備。

航空自衛隊
- ナイキ-J装備部隊5個隊の整備。
- 次期主力戦闘機・次期練習機・次期輸送機の国産化および機種選定。
- 自動警戒管制組織の国産化と導入。
- 自動警戒管制組織と連動した早期警戒機の整備。

### 部隊の新編・改編
陸上自衛隊
- 第1ヘリコプター団の新編
- 第3高射特科群・第4高射特科群の新編

海上自衛隊
- 2個潜水隊の新編
- 5個地方隊向け2桁隊の新編

航空自衛隊
- 5個要撃飛行隊の新編
- 2個高射群の新編（実際は第3高射群のみ）